# Colostethus elachyhistus
Colostethus elachyhistus là một loài ếch thuộc họ Dendrobatidae.
Loài này có ở Ecuador và Peru.
Môi trường sống tự nhiên của chúng là rừng khô nhiệt đới hoặc cận nhiệt đới, rừng ẩm vùng đất thấp nhiệt đới hoặc cận nhiệt đới, vùng núi ẩm nhiệt đới hoặc cận nhiệt đới, và sông ngòi.
Chúng hiện đang bị đe dọa vì mất môi trường sống.